# Evergestis kopetdagensis
Evergestis kopetdagensis is een vlinder uit de familie van de grasmotten (Crambidae). De wetenschappelijke naam van de soort is voor het eerst gepubliceerd in 1958 door Vladimir Ivanovitsj Kuznetsov.

## Ondersoorten
- Evergestis kopetdagensis kopetdagensis
- Evergestis kopetdagensis sinevi Korb, 2018 (Tadzjikistan en Kirgizië)

## Verspreiding
De soort komt voor in Iran, Turkmenistan, Tadzjikistan en Kirgizië.